# Luftbrücke

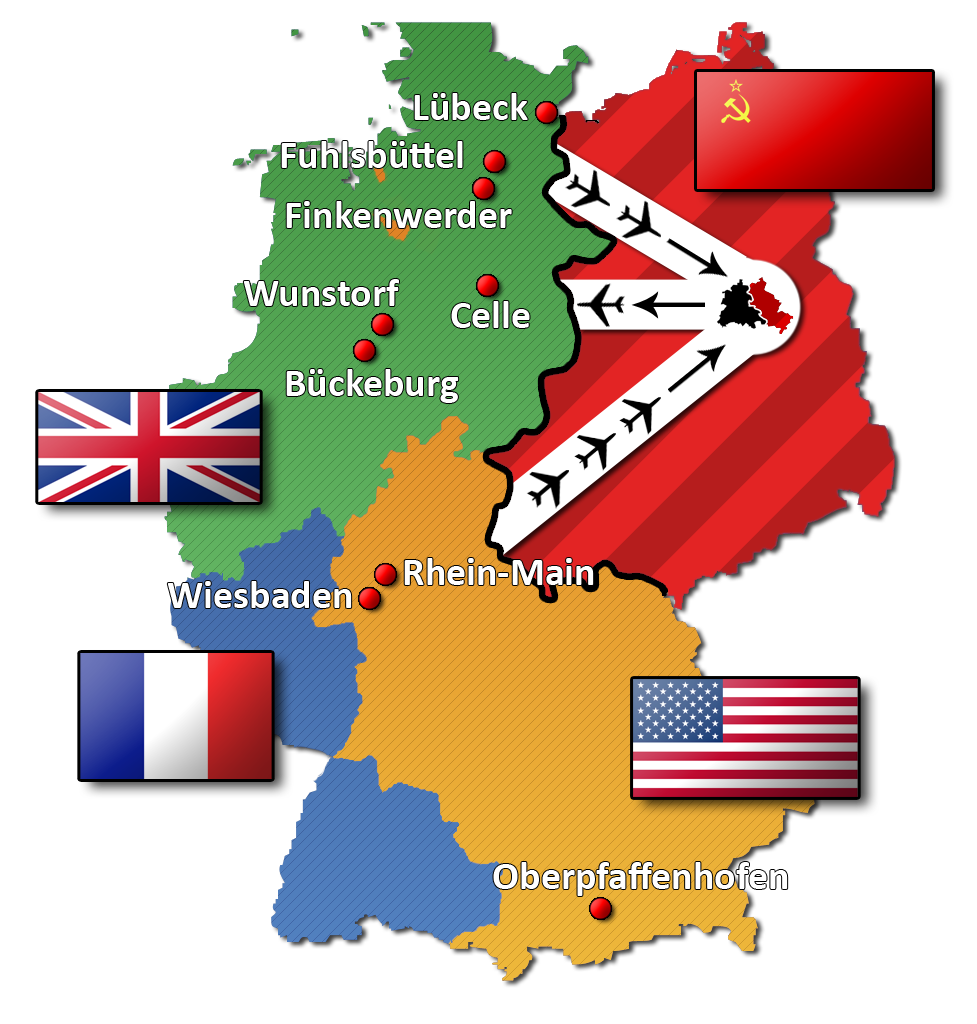
Drei Luftkorridore während der Berliner Luftbrücke

Der Ausdruck Luftbrücke bezeichnet allgemein einen vorübergehend eingerichteten Luftkorridor zu einem bestimmten geographischen Punkt. Dadurch erfolgt eine Luftverlastung von Gütern oder seltener auch Personen. Die Einrichtung wird dabei an einen speziellen Einsatzzweck gebunden, sodass der Begriff nur in Verbindung mit der zugehörigen Bezeichnung der militärischen oder zivilen Operation vorkommt.

## Zweck
Häufige Einsatzzwecke, die zur Einrichtung einer Luftbrücke führen, sind:
- Versorgung der Bewohner eines bei einem internationalen Konflikt abgeriegelten Gebietes
- Versorgungskorridor für militärische Truppen in einer Kesselschlacht
- Versorgungskorridor für größere Katastrophengebiete nach Naturkatastrophen
- schnelles Ausfliegen großer Bevölkerungsteile aus Krisengebieten
- humanitäre Hilfe
- schnelle Verlegung militärischer Verbände in ein Krisengebiet

## Geschichte

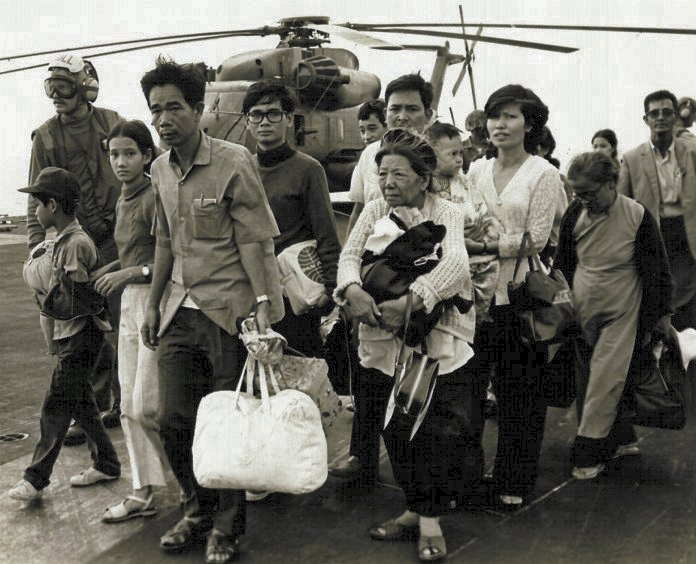
Evakuierung von Vietnamesen, 29. April 1975

Die Ballonfahrten aus dem belagerten Paris im Deutsch-Französischen Krieg werden auch als Luftbrücke bezeichnet. Jedoch fand sie nur einseitig – ohne Rückfahrt – statt und auch nicht in einem bestimmten Korridor. Die erste regelrechte Luftbrücke der Weltgeschichte entstand im Frühsommer 1920 in Pommern. Der Friedensvertrag von Versailles hatte den Polnischen Korridor eingerichtet und Ostpreußen zur randständigen Insel des Deutschen Reichs gemacht. Als die Volksabstimmungen in Ost- und Westpreußen anstanden, wurde von polnischer Seite versucht, den Abstimmungsberechtigten die Anreise auf dem international garantierten Eisenbahnweg zu erschweren oder unmöglich zu machen. Deshalb entstand nicht nur der Seedienst Ostpreußen, sondern auch die Luftbrücke von Stolp zum Flughafen Devau bei Königsberg. Es waren alte deutsche Doppeldecker aus dem Ersten Weltkrieg, die die Alliierten wegen Überalterung den Deutschen belassen hatten.
Luftbrücken waren und sind an die Verfügbarkeit einer genügend großen Anzahl von Transportflugzeugen gebunden (etwa ab den 1930er Jahren). Bei Versorgungsflügen können anstelle von Landungen im Zielgebiet auch die Güter über dem Zielgebiet abgeworfen werden. Bei Evakuierungsmaßnahmen müssen fehlende Landebahnen durch Einsatz von Hubschraubern ausgeglichen werden, die jedoch eine sehr viel geringere Transportkapazität besitzen.
Als erste bedeutende Luftbrücke gilt die der Truppen von General Francisco Franco zum Auftakt des Spanischen Bürgerkrieges vom 28. Juli bis Oktober 1936. Mit Unterstützung des NS-Staats und des Italienischen Faschismus wurden 25.000 Soldaten mit Junkers Ju 52/3m-Flugzeugen über die Straße von Gibraltar geflogen.
Während des Zweiten Weltkrieges wurden militärische Luftbrücken zur gängigen Taktik, auch durch die Verfügbarkeit leistungsfähigerer Flugzeuge für die Luftverlastung.
Weitere historische Luftbrücken waren
- 1941/42: Versorgung der deutschen Truppen während der Kesselschlacht von Demjansk (96.000 Mann)
- 1942: US-Luftbrücke über The Hump zur Versorgung der chinesischen Truppen (bis 1945)
- 1943: Versorgung der deutschen Truppen in der Schlacht von Stalingrad (300.000 Mann)
- 1943 Versorgung der deutsch-italienischen Streitkräfte in Tunesien während des Tunesienfeldzuges (250.000 Mann)
- April / Mai 1945: Die Operationen Manna und Chowhound beginnen; dies waren humanitäre militärische Operationen der alliierten Luftwaffen unter Duldung der deutschen Besatzungsmacht zur Rettung der hungernden niederländischen Bevölkerung, die Royal Air Force unterstützt von australischen, kanadischen, neuseeländischen und polnischen Kräften vom 29. April bis 7. Mai mit Lebensmitteln aus schweren Bombern über den Teilen der Niederlande abgeworfen, die unter dem Hongerwinter litten. Die United States Army Air Forces flog vom 1. Mai bis zum 8. Mai ähnliche Einsätze, die Operation Chowhound. Da die Versorgungsflüge allein nicht ausreichen würden, wurde zwischen den Alliierten und der deutschen Seite zusätzlich die Lebensmittelversorgung mit Lastwagen im Raum Rhenen (Operation Faust) und auf dem Wasserweg nach Rotterdam im Rahmen eines Waffenstillstandes vereinbart.
- 1948: Die Berliner Luftbrücke zur Versorgung während der Berlin-Blockade (bis 1949)
- 1975: Abtransport über die US-Botschaft in Saigon am Ende des Vietnamkrieges
- 1975: Luftbrücke Luanda-Lissabon zur Evakuierung von täglich 4000 Retornados (September 1975) vor dem ausbrechenden Bürgerkrieg in Angola vor der Unabhängigkeit des Landes von Portugal im gleichen Jahr. Insgesamt etwa 174.000 Menschen wurde über mehrere Luftbrücken aus Angola und Mosambik nach Portugal gebracht.
- 1984: Evakuierung von 8000 äthiopischen Juden während einer Hungersnot im Rahmen der Operation Moses
- 1992: Im Februar finden im Rahmen der „Operation Hoffnung“, an der sich EG-Staaten, Kanada, Japan, die USA, die Vereinigten Arabischen Emirate, Katar, Chile und Norwegen beteiligen, 54 Transportflüge aus den USA, Japan und Deutschland zu Flughäfen der krisengeschüttelten GUS-Staaten statt, darunter nach Moskau und St. Petersburg, um die Bevölkerung mit Lebensmitteln und Medikamenten zu versorgen.[4] Dabei versorgt das Military Airlift Command der Vereinigten Staaten ab dem 12. Februar die Moskauer Bevölkerung von Frankfurt am Main aus mit Flugzeugen des Typs Lockheed C-5 Galaxy mit Lebensmitteln.[5]
- 1992: Versorgung während der langjährigen Belagerung von Sarajevo (bis 1996)
- 1999: Lawinenkatastrophe von Galtür – Versorgung und Evakuierung
- 2004: Evakuierung von 6000 Zivilisten aus der Elfenbeinküste
- 2010: Versorgung der vom Eis abgeschnittenen Großen Ochseninsel in der Flensburger Förde[6]

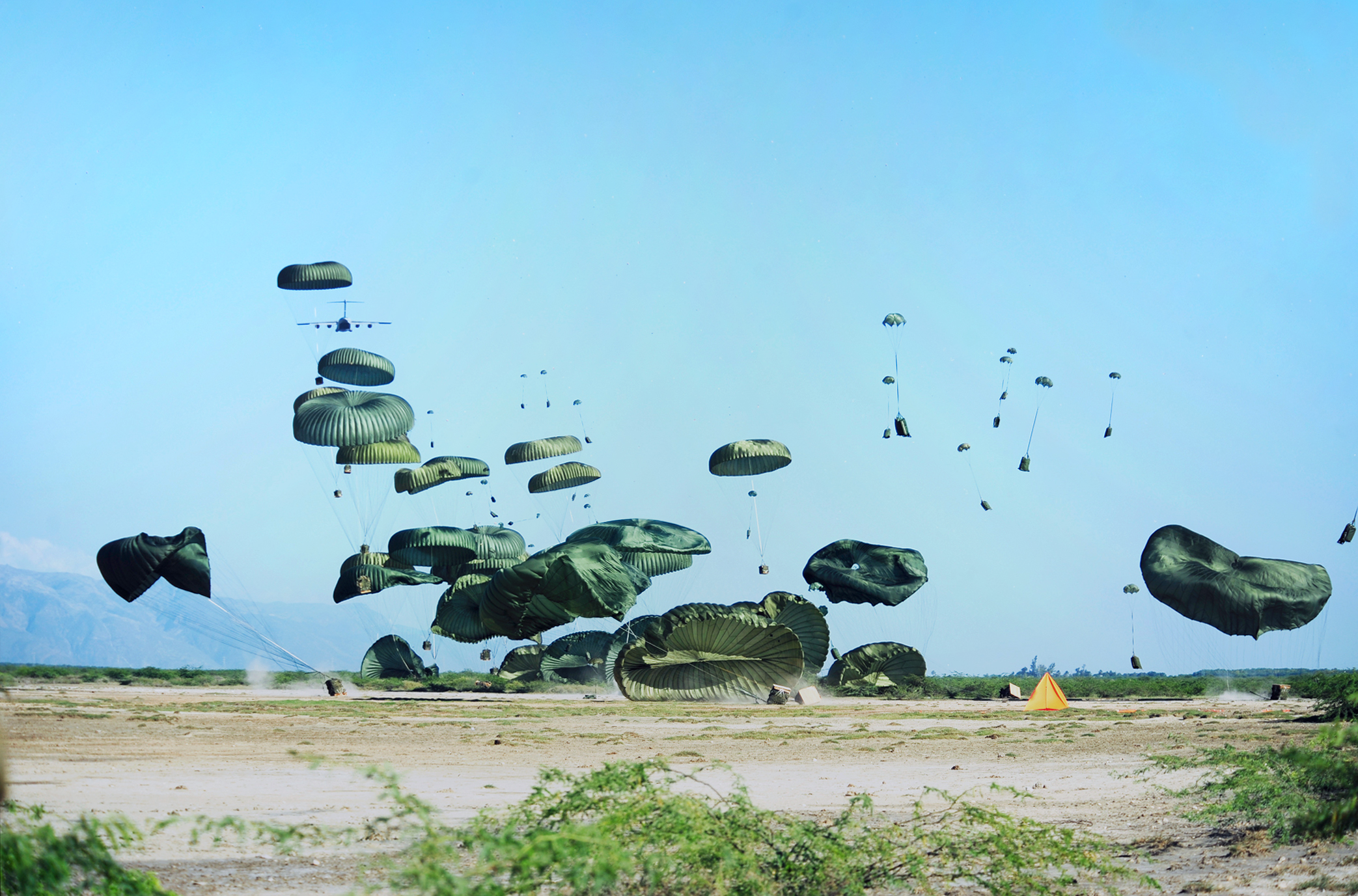
Sogenannter Airdrop, d. h. Abwurf von Gütern nach dem Erdbeben in Haiti 2010

- Sogenannter Airdrop, d. h. Abwurf von Gütern nach dem Erdbeben in Haiti 20102010: Versorgung nach dem Erdbeben in Haiti
- 2020: Im Zuge der COVID-19-Pandemie ausgerufenes COVID-19-Rückholaktion der deutschen Bundesregierung; mit mehr als 240.000 zurückgeholten Personen, die größte Rückholaktion in der deutschen Geschichte.[7]

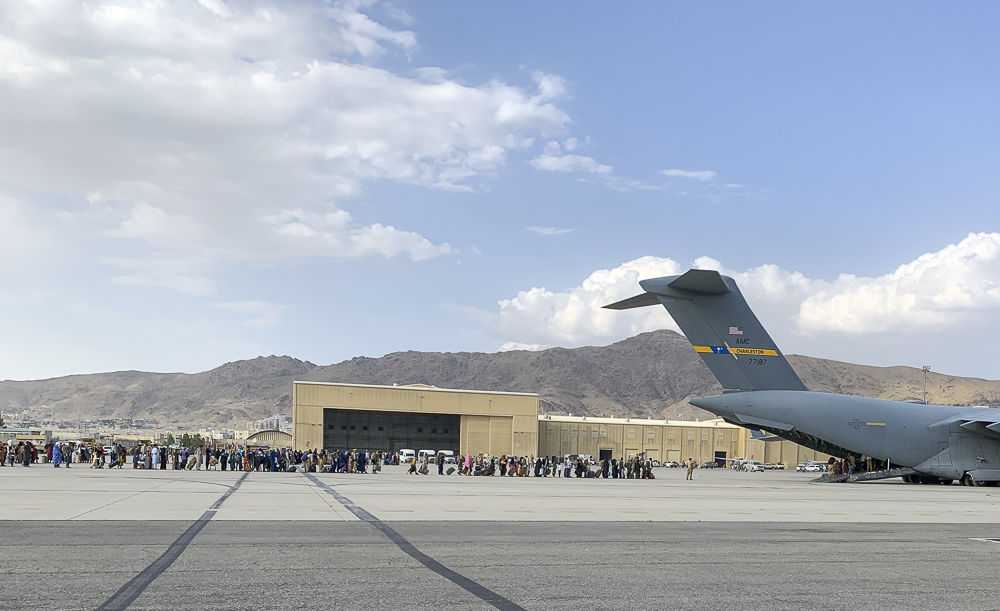
Evakuierung auf dem Kabuler Flughafen im August 2021

- Evakuierung auf dem Kabuler Flughafen im August 20212021: Im Krieg in Afghanistan wurde eine Luftbrücke gebildet, um deutsche Mitarbeiter aus Kabul zu evakuieren (siehe Luftbrücke Afghanistan 2021)
- 2022: Nach Beginn der russischen Invasion in die Ukraine wurde im März 2022 unter dem Dach der gemeinnützigen Organisation Europäische Donau-Akademie mit der Ukraine Air Rescue eine spendenfinanzierte Luftbrücke geschaffen, an der sich über 100 Piloten beteiligen.[8]
- 2024: Während des Kriegs in Israel und Gaza warfen u. a. Jordanien, USA, Belgien, Frankreich und Deutschland Hilfsgüter bzw. Lebensmittelpaletten über dem Gazastreifen ab, um die Menschen dort zu versorgen, weil (laut UN-Angaben) Israel den Zugang zum Gazastreifen auf dem Landweg größtenteils blockiert.[9]
- 2024: Während der Ausschreitungen von radikalen Unabhängigkeitsaktivisten in Neukaledonien im Mai 2024 richteten die Französischen Luftstreitkräfte eine 19.000 km lange Luftbrücke ein, um die Inseln von Frankreich aus mit 200 Tonnen Lebensmitteln und Medikamenten zu versorgen. Es war die längste jemals durchgeführte Luftbrücke des Landes.[10]